# Somewhere I Belong
«Somewhere I Belong» (укр. «там, де моє місце») — перший сингл американського рок-гурту Linkin Park із другого альбому Meteora, що вийшов 17 березня 2003 року. Є третім треком в альбомі. Синґл увійшов до першої десятки в більшості чартів, у яких він з'явився.

## Музичне відео
Вийшов 1 березня 2003 року. Режисер Джо Хан. Була використана комп'ютерна графіка. Кліп починається з того, що Честер сковзає по підлозі в напрямку до ліжка повз тумбочку з моделями Гандамів (Sazabi, Wing zero, Gundam GP01FB). Він повільно падає на ліжко й провалюється вниз у темну безодню. Майк співає на тлі водоспаду. Підсвідомість Честера оживає. Уся група грає у вигаданому світі, де розкидані уламки роботів і бродять дивовижні тварини з картини на стіні. Кліп має понад 15 мільйонів переглядів на сайті Youtube. 

## Список композицій
CD single
| #  | Назва                 | Автор       | Тривалість |
| -- | --------------------- | ----------- | ---------- |
| 1. | «Somewhere I Belong»  | Linkin Park | 3:33       |
| 2. | «Step Up» (вживу)     | Linkin Park | 4:15       |
| 3. | «My December» (вживу) | Майк Шинода | 4:27       |

7-inch vinyl
| #  | Назва                | Автор       | Тривалість |
| -- | -------------------- | ----------- | ---------- |
| 1. | «Somewhere I Belong» | Linkin Park | 3:33       |
| 2. | «Step Up» (вживу)    | Linkin Park | 4:15       |

## Чарти і сертифікація
| Чарт (2003)                         | Найвища позиція | Сертифікат | Продано   |
| ----------------------------------- | --------------- | ---------- | --------- |
| Австралія (ARIA)                    | 18              | Золото     | 35,000    |
| Австрія (Ö3 Austria)                | 16              |            |           |
| Бельгія (Ultratop Flanders)         | 33              |            |           |
| Бразилія (ABPD)                     | 2               |            |           |
| Велика Британія (UK Singles Chart)  | 10              |            |           |
| Данія (Hitlisten)                   | 16              |            |           |
| Ірландія (Irish Singles Chart)      | 4               |            |           |
| Іспанія (PROMUSICAE)                | 17              |            |           |
| Італія (FIMI)                       | 14              |            |           |
| Канада (Canadian Hot 100)           | 3               |            |           |
| Німеччина (Media Control Charts)    | 12              |            |           |
| Нова Зеландія (RIANZ)               | 1               |            |           |
| Норвегія (VG-lista)                 | 12              |            |           |
| Польща (OLiS)                       | 1               |            |           |
| США (Alternative Songs)             | 1               |            |           |
| США (Billboard Hot 100)             | 32              | Платина    | 1,037,000 |
| США (Hot Mainstream Rock Tracks)    | 1               |            |           |
| Фінляндія (Suomen virallinen lista) | 14              |            |           |
| Франція (SNEP)                      | 32              |            |           |
| Швейцарія (Schweizer Hitparade)     | 15              |            |           |
| Швеція (Sverigetopplistan)          | 19              |            |           |

| Чарт (2017)                          | Найвища позиція |
| ------------------------------------ | --------------- |
| Словаччина (Singles Digitál Top 100) | 90              |
| США (Hot Rock Songs)                 | 9               |
| Чехія (Singles Digitál Top 100)      | 58              |